# Santiago Sierra
Santiago Sierra (Madrid, 1966) és un artista espanyol. Llicenciat en Belles Arts per la Universitat Complutense de Madrid, va completar la seva formació a Hamburg (Alemanya) entre 1990 i 1991. Els seus inicis estan vinculats als circuits artístics alternatius de Madrid (El Ojo Atómico, Espacio P), però gran part de la seva carrera posterior s'ha desenvolupat a Mèxic i a Itàlia, on també va ampliar estudis. Ha exposat en nombrosos museus, centres d'art i galeries, com el Kiasma ARS 01 de Hèlsinki, el Kunst-Werke de Berlín, la Kunsthaus Bregenz de Bregenz, el PS1 del MoMA de Nova York o l'ARTIUM de Vitòria. L'any 2010 se li va concedir el Premi Nacional d'Arts Plàstiques d'Espanya, però hi va renunciar.
La seva obra està carregada de reivindicacions socials i polítiques, i intenta visibilitzar la perversitat de les trames de poder que fomenten l'alienació i l'explotació del precariat, la injustícia de les relacions laborals, el repartiment desigual de la riquesa causat pel capitalisme i les discriminacions racials en un món solcat per fluxos migratoris unidireccionals (de sud a nord). L'artista reprèn i actualitza algunes estratègies pròpies del minimalisme, l'art conceptual i la performance dels anys setanta per a interrompre els fluxos de capital i mercaderies (Obstrucción de una vía con un contenedor de carga, 1998; Persona obstruyendo una línea de containers, 2009), contracta treballadors per desvelar la seva situació de precarietat (Línia de 250 cm tatuada sobre 6 personas remuneradas, 1999; 20 trabajadores en la bodega de un barco, 2001; 11 personas remuneradas para aprender una frase, 2001) i explora els mecanismes de segregació racial que es deriven de les desigualtats econòmiques (Contratación y ordenación de 30 trabajadores conforme al color de su piel, 2002; Estudio económico de la piel de los caraqueños, 2006, (245 metros cúbicos, 2006). L'obra de Sierra ha tingut un impacte considerable en la literatura crítica internacional.

## El Premi Nacional d'Arts Plàstiques
Sierra fou guardonat amb el Premi Nacional d'Arts Plàstiques d'Espanya l'any 2010. La distinció li fou concedida pel Ministeri de Cultura "per la seva obra crítica, que reflexiona sobre l'explotació i l'exclusió de les persones, i genera i debat sobre les estructures de poder, tal com es manifesta en els projectes que ha desenvolupat al llarg de dues dècades".
Sierra va renunciar al premi l'endemà adreçant una carta a la ministra de Cultura, manifestant que "els premis es concedeixen a qui ha realitzat un servei, com per exemple a un treballador del mes" i que "el premi instrumentalitza en benefici de l'estat el prestigi del premiat", reblant tot dient que "l'estat no som tots: l'estat sou vostès i els vostres amics. Per tant, no m'hi comptin perquè jo sóc un artista seriós. Salut i llibertat!" La directora general de Belles Arts d'aquell moment, Ángeles Albert, va anunciar que li sorprenia el rebuig, car quan li fou comunicada la notícia a Sierra, aquest es va mostrar "content i agraït", i que havia treballat amb l'estat en altres ocasions, com en la Biennal de Venècia de 2003.
En resposta, des de l'entorn de l'artista es va assenyalar la necessitat de diferenciar entre una "feina", com la del pavelló de la Biennal —per la que fou el primer artista a rebre una remuneració per l'encàrrec— i un premi, en què la concessió implica una apropiació parcial de les connotacions del treball del premiat per part de l'entitat que el concedeix.

## Presos polítics a l'Espanya contemporània
L'obra Presos polítics a l'Espanya contemporània es convertir en objecte d'atenció mediàtica en ser censurada i retirada de la Fira d'Art Contemporani ARCO de Madrid el 21 de febrer de 2018, el mateix dia de la inauguració. L'obra consisteix en 24 retrats parcialment pixelats de persones empresonades a l'Estat espanyol amb motiu del llur activisme polític, entre ells, sindicalistes, polítics independentistes o artistes.
Després que l'obra fos adquirida per un empresari català, aquesta pogué ser exhibida al Museu de Lleida i al Centre de Cultura Contemporània de Barcelona.

## Ninot
L'any 2019, Santiago Sierra, en col·laboració amb l'artista Eugenio Merino, presentà una nova obra polèmica a l'edició d'ARCO: un ninot d'una altura de quatre metres del monarca Felip VI i que, per contracte, havia de cremar en un any. L'obra tenia un preu de 200.000 euros i estava sotmesa a un acord contractual segons el qual la peça d'art escultòric «cremarà i només en quedarà la calavera».